# Lady Elizabeth's Men
Lady Elizabeth's Men was een Engels toneelgezelschap ten tijde van Jacobus I. Hun naam verwijst naar Jacobus' dochter Elizabeth Stuart, onder wier bescherming zij stonden sinds april 1611. Kortstondig heette het gezelschap ook The Queen of Bohemia's Men, toen Elizabeth korte tijd koningin van Bohemen was.
Het gezelschap bestond vermoedelijk grotendeels uit acteurs die waren voortgekomen uit twee vroegere kindertheatergroepen, de Children of the Chapel en de Children of Paul's. Mogelijk traden zij aanvankelijk op in The Swan, maar bekend is dat zij op 29 augustus 1611 in zee gingen met theaterondernemer en impresario Philip Henslowe wat betreft het financieel management. Het gezelschap ging ook optreden in Henslowes theater The Hope. 
Het gezelschap reisde ook enige tijd rond, maar keerde in 1612 terug naar Londen, waar zij viermaal optraden aan het koninklijk hof. Ook traden zij op in combinatie met andere gezelschappen. Zo speelden zij in 1613 samen met het kindergezelschap Children of Whitefriars in the Swan en in het jaar daarop met Prince Charles's Men. Op 31 oktober 1614 speelden zij in The Hope the première van Ben Jonsons stuk Bartholomew Fair.
In 1615 kreeg het gezelschap ruzie met Philip Henslowe over zijn afhandeling van financiële zaken.
Zij beschuldigden hem onder meer van afpersing en het niet leveren van scripts waarvoor zij hadden betaald. Na Henslowes dood in 1616 verbrak het gezelschap de banden met Prince Charles's Men en verliet de stad om weer rond te reizen. Pas zes jaar later is er iets over de groep bekend. In de tussentijd bleken zij een aantal belangrijke acteurs te zijn kwijtgeraakt, die waren vertrokken naar andere gezelschappen, zoals de King's Men. Ook raakten zij stukken kwijt aan dit gezelschap.
Van 1622 tot 1624 traden zij op in Christopher Beestons theater The Cockpit. Er bleven echter acteurs vertrekken. In 1625 werden Lady Elizabeth's Men gecombineerd met of vervangen door het nieuwe gezelschap Queen Henrietta's Men.